# ایسدورف
ایسدورف (به آلمانی: Eisdorf) یک منطقهٔ مسکونی در آلمان است که در باد گروند (هارز) واقع شده‌است. ایسدورف ۱٬۴۰۰ نفر جمعیت دارد.